# Ferrari (pel·lícula)
Ferrari és una pel·lícula de drama esportiu biogràfic estatunidenca del 2023 dirigida per Michael Mann i escrita per Troy Kennedy Martin. Basada en la biografia de 1991 Enzo Ferrari: The Man, the Cars, the Races, the Machine del periodista d'automobilisme Brock Yates, la pel·lícula segueix les lluites personals i professionals d'Enzo Ferrari, el fundador italià del fabricant d'automòbils Ferrari, durant l'estiu de 1957 quan l'Scuderia Ferrari es prepara per competir a la Mille Miglia de 1957. Adam Driver interpreta el paper titular, i Penélope Cruz, Shailene Woodley, Sarah Gadon, Gabriel Leone, Jack O'Connell i Patrick Dempsey en són els coprotagonistes. Ha estat doblada i subtitulada al català.
Ferrari va ser seleccionada per competir pel Lleó d'Or al 80è Festival Internacional de Cinema de Venècia, estrenada el 31 d'agost de 2023. La pel·lícula s'havia d'estrenar originalment al servei de streaming Showtime, però finalment es va estrenar als Estats Units a les sales el 25 de desembre de 2023 a càrrec de Neon. Tot i que la pel·lícula va rebre crítiques generalment positives i va ser nomenada com una de les 10 millors pel·lícules del 2023 per la National Board of Review, va ser un fracàs de taquilla, va recaptar només 42 milions de dòlars per un pressupost de 95 milions de dòlars.